# Typhonia phaeogenes
Typhonia phaeogenes is een vlinder uit de familie van de zakjesdragers (Psychidae). De wetenschappelijke naam van de soort is, als Melasina phaeogenes, voor het eerst geldig gepubliceerd in 1919 door Edward Meyrick. De combinatie in Typhonia werd in 2011 door Sobczyk gemaakt.

## Type
- syntypes: 5 exemplaren
- instituut: BMNH, Londen, Engeland
- typelocatie: "India, Madras, S. Arcot and Cuddalore"